# Michail Andreevič Suslov
Michail Andreevič Suslov (in russo Михаил Андреевич Суслов; Šachovskoj, oblast' di Ul'janovsk, 21 novembre 1902 – Mosca, 25 gennaio 1982) è stato un politico sovietico.

## Biografia

### Gli esordi
Dal 1918 al 1920 lavorò nel comitato dei poveri del villaggio natale e nella Gioventù comunista del distretto di Chvalynsk. Nel 1921 divenne membro del PCUS e nello stesso anno giunse a Mosca, dove dal 1924 al 1928 studiò all'Istituto di economia Plechanov. Nel 1929 cominciò a tenere corsi di economia politica all'Università di Mosca e all'Accademia di economia. Fu allievo all'Istituto economico del professorato rosso dal 1928 al 1931.

### Sotto Stalin
Nel periodo 1931-1933 fu ispettore nella Commissione centrale di controllo del partito e nel Commissariato per il controllo del proletariato operaio e contadino. Quindi, fino al 1936 membro della Commissione del controllo sovietico presso il Consiglio dei commissari del popolo dell'Unione Sovietica. Nel 1937 con un gruppo di dipendenti del partito fu inviato in trasferta nella regione di Rostov sul Don per il rafforzamento dell'organizzazione regionale del partito e l'attuazione dell'epurazione per lo sradicamento dei nemici del popolo. Nel 1939-1944 fu primo segretario del comitato territoriale del PCUS di Ordžonikidze (ora Vladikavkaz). Contemporaneamente nel 1941-1943 fu a capo del movimento partigiano transcaucasico. Come capo del territorio caucasico aiutò gli organi del NKVD (Commissariato del Popolo per gli affari interni) nella deportazione dei Circassi.
Dal 1944 al 1946 fu presidente dell'Ufficio per gli affari della RSS Lituana all'interno del Comitato centrale del PCUS, che di fatto era l'organo straordinario e onnipotente della repubblica baltica. Nelle difficili condizioni della guerra partigiana contro i collaborazionisti e i nemici del comunismo (come i cosiddetti fratelli del bosco) condusse una politica di spietata epurazione dell'apparato statale e di partito e prese una dura posizione nei confronti dell'intellighenzia locale, considerandola veicolo propagatore del nazionalismo lituano. Dal marzo del 1946 fu nell'apparato del Comitato Centrale del PCUS. Su proposta di Stalin, nel 1947, durante il plenum del Comitato Centrale del Partito fu confermato membro dell'Ufficio organizzativo, responsabile dei mezzi informativi di massa.
Tra il 1949 ed il 1951 fu caporedattore della Pravda. Assieme ad Andrej Ždanov e Georgij Malenkov, nel giugno del 1948 fu inviato in Romania per partecipare alla conferenza dei rappresentanti dell'Ufficio organizzativo dei partiti comunisti, dove discusse sulla questione della "politica opportunistica" del Partito Comunista di Jugoslavia. Nel 1949 fu uno dei principali organizzatori della pomposa celebrazione per i 70 anni di Stalin, e sostenne la lotta contro il cosiddetto cosmopolitismo. Prese parte attiva nella preparazione del XIX Congresso del PCUS del 1952. Insieme ad una piccola "brigata" di stalinisti elaborò alcune varianti del discorso di Stalin per il congresso (la redazione finale la fece lo stesso Stalin). Come testimonianza della rafforzata fiducia di Stalin, Suslov fu ammesso, il 16 ottobre 1952, nel Presidium del Comitato Centrale, insieme a Brežnev ed altri.

### Sotto Chruščëv
Dopo la morte di Stalin, non avendo buoni rapporti con Malenkov che gli succedette alla guida del partito, Suslov fu estromesso dal Presidium. Per questo, durante la lotta per il potere apertasi dentro il partito, alla metà degli anni cinquanta, il giovane segretario del Comitato Centrale si schierò con Nikita Chruščëv e contro i seguaci del defunto capo. Suslov, in questo, non fu spinto tanto da ragioni di principio del superamento dello stalinismo, quanto per motivi di carriera. Il suo ritorno nel corpo del Presidium del Comitato Centrale, durante il plenum del luglio 1955, coincise con la critica di Vjačeslav Molotov, accusato ideologicamente di relazioni con la Jugoslavia.
Alla fine di ottobre, inizi di novembre 1956, assieme ad Anastas Mikojan capeggiò la delegazione sovietica che giunse a Budapest per i negoziati con i dirigenti ungheresi e per chiarire la situazione politica. Il risultato dei "chiarimenti" fu la decisione di Mosca di reprimere la rivolta anticomunista ungherese con l'aiuto delle forze armate. È da notare che l'allora ambasciatore sovietico a Budapest era il futuro direttore del KGB e Segretario Generale Jurij Andropov. È rilevante, come ricorda Chruščëv, che Mikojan si oppose all'invio di truppe sovietiche, mentre Suslov, al contrario, tenne una posizione dura.
Agli inizi degli anni sessanta Chruščëv destituì Suslov dalla direzione per l'ideologia del partito e dello Stato, affidando l'incarico a Leonid Il'ičëv, nominato presidente della rispettiva Commissione del Comitato Centrale. A Suslov venne chiesto di occuparsi delle questioni dei legami del PCUS con i partiti comunisti e operai degli altri Paesi. Nel luglio 1963, col peggioramento delle relazioni sino-sovietiche, capeggiò la delegazione sovietica ai negoziati coi rappresentanti del Partito Comunista Cinese, ma non riuscì ad ottenere una riconciliazione. I risultati delle trattative e il nocciolo delle divergenze coi cinesi furono esposti nel suo rapporto al Plenum del CC del PCUS del 14 febbraio 1964.

### Sotto Brežnev
Suslov ebbe un ruolo di primo piano nella destituzione di Chruščëv, contro il quale pronunciò un rapporto sia alla seduta del Presidium del Comitato Centrale del 13 ottobre 1964 che al Plenum dello stesso Comitato Centrale del partito del giorno successivo. Dopo il rivolgimento nella direzione dell'ottobre 1964, Suslov di fatto divenne il secondo, dopo Leonid Brežnev, per importanza e influenza nel partito e nello Stato. Come membro dell'Ufficio politico e secondo segretario del Comitato Centrale del PCUS, diresse le riunioni della segreteria, rispondendo a tutte le questioni di politica ideologica del Paese come la direzione dei mezzi d'informazione di massa, la censura, la cultura e l'arte, l'istruzione superiore e la scuola, le relazioni dello Stato e le organizzazioni religiose.
Al suo nome sono legate le misure di repressione nei confronti dell'intellighenzia antisovietica, come la distruzione della redazione della rivista Novyj Mir, l'espulsione dal Paese di Aleksandr Solženicyn (1974) e la deportazione di Andrej Sacharov (1980); la preparazione e l'approvazione della Costituzione del socialismo sviluppato nell'ottobre 1977. Suslov prese parte attiva nella elaborazione del corso politico estero dell'URSS. Fece parte dell'Ufficio politico del Comitato Centrale che approvò, nel dicembre del 1979, la decisione di inviare truppe in Afghanistan. Nel 1980-1981 fu incaricato di capeggiare la commissione del Comitato Centrale per l'elaborazione di una politica nei confronti degli eventi controrivoluzionari in Polonia.
Fu durante l'era Brežnev che Suslov ottenne il titolo ufficioso di ideologo capo del partito comunista e fu di fatto il capo ideologico dell'URSS fino alla morte, sopraggiunta nel gennaio 1982. Egli profuse grandi energie e una notevole quantità di tempo nella celebrazione e nella divulgazione del retaggio teorico di Marx, Engels e Lenin, intervenendo con articoli o discorsi pubblici in tutte le più solenni ricorrenze, quali il 150º anniversario della nascita di Marx, il 100º anniversario della nascita di Lenin, il cinquantenario della fondazione dell'URSS e quello del Comintern. Per il lavoro svolto in tal senso, nel 1975 Suslov fu premiato dall'Accademia delle scienze dell'URSS con la Medaglia d'oro di Karl Marx.

## Teoria
La produzione teorica di Suslov è raccolta nel gran numero di articoli, saggi ed opuscoli da lui redatti durante il periodo brežneviano. Buona parte di essi è contenuta nell'opera Il marxismo-leninismo, dottrina internazionalista della classe operaia.

## Opere
- Izbrannoe e reči i stat'i ("Scritti e discorsi scelti"), Politizdat, Mosca, 1972.
- Marksizm-leninizm-internacional'noe učenie rabočego klassa, Myslj, Mosca, 1973 (trad. it., Il marxismo-leninismo, Dottrina internazionalista della classe operaia, dall'Oglio, Milano, 1976).
- Na putjach stroitel'stva kommunizma. Reči i stat'i ("Sulla via della costruzione del comunismo. Scritti e discorsi"), voll. 2, Politizdat, Mosca, 1977.
- Marksizm-leninizm i sovremennaja epoha. Sbornik vystuplenij ("Il marxismo-leninismo e l'epoca contemporanea. Raccolta di interventi"), Politizdat, Mosca, 1979.
- Marksizm-leninizm i sovremennaja epoha. Izbrannoe e reči i stat'i ("Il marxismo-leninismo e l'epoca contemporanea. Scritti e discorsi scelti"), voll. 2, Politizdat, Mosca, 1982.
- Selected Speeches and Writings, Pergamon Press, 1980.